# 雅羅斯拉夫·埃奧塞里亞尼
雅羅斯拉夫·康斯坦丁洛維奇·埃奧塞里亞尼（1912年2月28日—1978年3月28日），蘇聯英雄，是出身格魯吉亞人的蘇聯海軍潛艇指揮官。
他生於斯瓦内蒂，在加格拉讀書。他在1934年加入蘇聯海軍並在1938年於列寧格勒的伏龍芝軍事學院完成海軍部門課程。
埃奧塞里亞尼在被派黑海艦隊指揮潛艇M-111之前在SHCH-207和SHCH-207服役，他完成了11次戰爭巡邏，發動了12次攻擊，擊沉兩艘敵方運輸艦。
在1966年埃奧塞里亞尼退休回到第比利斯，1978年去世。